# Torre PwC (Auckland)
La Torre PwC è un grattacielo di Auckland in Nuova Zelanda.

## Storia
I lavori di costruzione dell'edificio, iniziati nel 2017, sono stati portati a termine nel 2020.

## Descrizione
Alta 41 piani, raggiunge un'altezza di 180,10 metri, cosa che ne fa il grattacielo più alto della città.